# Mainzer Tage der Fernsehkritik
Die Mainzer Tage der Fernsehkritik fanden von 1968 bis 2011 einmal jährlich auf dem ZDF-Gelände auf dem Lerchenberg in Mainz statt. Es handelte sich dabei um öffentliche und kritische Diskussionsrunden um aktuelle medienpolitische Fragen. Die Veranstaltungsreihe richtete sich vor allem an Journalisten, Autoren und Künstler sowie an Programmanbieter, Kritiker, Medienwissenschaftler, Medienpolitiker und interessierte Dritte.

## Themen der Veranstaltungsreihe
- 44. Veranstaltung 2011: Wissen, was zählt – Wenn Fernsehen und Internet verschmelzen
  - 21. März 2011
  - 22. März 2011
- 43. Veranstaltung 2010:
  - 22. März 2010
  - 23. März 2010
- 42. Veranstaltung 2009: Leitmedium auf Bewährung – Suchen und Finden des Neuen
  - Themen am Montag, 23. März 2009
    - Eröffnung und Begrüßungsrede Markus Schächter
    - Keynote: Kopf, Herz oder Bauch? – Fernsehqualität im Web-Zeitalter
    - Gespräch: Horst Stipp und Markus Schächter im Gespräch
    - Rede, Gegenrede: Warum das Fernsehen besser ist als vor 20 Jahren – oder etwa nicht?
    - Die Fakten
    - Vortrag: Neue Nutzungsmuster – neuer Medienmix?
    - Inhalte und ihre Verpackung
    - Input: Genrebild I: Die Serie
    - Interviews: Geschichten erzählen im Zeitalter des Web 2.0 – Typologie der Erzählhaltungen
    - Input: Genrebild II: Die große Fernsehshow
    - Podium: The Winner is: Eine Jury bei der Arbeit
    - Intermezzo
    - Gespräch: Der andere Blick: Fernsehen als Leitmedium im Jahr der Wende

  - Dienstag, 24. März 2009
    - Inhalte und Ihre Verpackung
    - Input: Genrebild III: Dokumentation
    - Podium: News, Docutainment, Advertorials: Was ist heute guter Journalismus?
    - In Schönheit sterben: In welcher Währung wird Erfolg gemessen?
    - Streitgespräch: Mit 50 scheintot? Über die Mindesthaltbarkeitsdauer von Zielgruppen
    - Podium: Zuschauer oder Clicks: Neues Koordinatensystem für Erfolgskontrolle und Programmplanung?
    - Ausblick
    - Podium: Von der Häutung eines Leitmediums – Ort der Bewährung: Fernsehinformation im Wahljahr 2009
- 41. Veranstaltung 2008: Ware oder Wert? – Fernsehen zwischen Cash Cow und Public Value
  - Themen am 31. März 2008
    - Ware oder Wert? Die publizistische Grundlage einer neuen Mediengesellschaft
    - Im Rausch der Bilder – hinkt das Fernsehen hinterher?
    - Wie viel Markt vertragen die Medien?
    - Redner im Gespräch
    - Der diskrete Charme der Investoren
    - Von außen betrachtet: Der Spagat zwischen Cash und Value
    - Reiche Beute Sport
    - Deutsche Medien in ausländischen Händen? – Streitgespräch über nationale Medienidentität
    - Diskussion mit dem Publikum
    - Vortrag: Zwischenruf

  - Programm am 1. April 2008
    - Public Value ist, wenn...
    - Wir senden so lange, bis es Euch gefällt: Kreativität vom Fließband
    - Wie viel Public Service braucht das Publikum? Gemeinwohl im Drei-Stufen-Test
    - Schauen sie noch oder senden sie schon? Woran die Zuschauer Public Value erkennen
    - Diskussion mit dem Publikum
    - "Wer unmoralisch ist, wird keinen Erfolg haben"
    - Schöne neue Netzwelt: Wofür noch Fernsehen?
    - Medienpolitischer Ausblick: Wie viel Public Value braucht das Netz?
- 40. Veranstaltung 2007: Öffentlichkeit im Wandel – Fernsehen im digitalen Wettbewerb
- 39. Veranstaltung 2006: Macht und Medien – Journalismus in der vernetzten Gesellschaft
- 38. Veranstaltung 2005: Bilder des sozialen Wandels – Das Fernsehen als Medium gesellschaftlicher Selbstverständigung
- 37. Veranstaltung 2004: Info ohne -tainment? – Orientierung durch Fernsehen: Kompetenz, Relevanz, Akzeptanz
- 36. Veranstaltung 2003: Die Krise des Medienmarktes – Geld – Strukturen – Standards
- 35. Veranstaltung 2002: Die offene Gesellschaft und ihre Medien in Zeiten ihrer Bedrohung
- 34. Veranstaltung 2001: Fernsehen für die Spaßgesellschaft – Wettbewerbsziel Aufmerksamkeit
- 33. Veranstaltung 2000: Krieg mit Bildern – Wie Fernsehen Wirklichkeit konstruiert
- 32. Veranstaltung 1999: Der Kampf um die Spiele – Sport im Fernsehen
- 31. Veranstaltung 1998: Jugendwahn und Altersängste? – Kommunikation in der Zielgruppengesellschaft
- 30. Veranstaltung 1997: WeibsBilder und TeleVisionen – Frauen und Fernsehen
- 29. Veranstaltung 1996: Wohin treibt das Fernsehen? – Ein Schauplatz der Kultur im Wandel
- 28. Veranstaltung 1995: Fernsehen im Überfluß – Programme im digitalen Medienzeitalter
- 27. Veranstaltung 1994: Qualität hat ihren Preis – Die Zukunftssicherung des öffentlich-rechtlichen Fernsehens
- 26. Veranstaltung 1993: Aktualität und Erkenntnis – Informationsvermittlung auf dem Prüfstand
- 25. Veranstaltung 1992: Kritik am Markt – Was kosten Qualität und Quote?
- 24. Veranstaltung 1991: Ein Bild der deutschen Wirklichkeit – Der Integrationsauftrag des Fernsehens im Prozeß der deutschen Einheit
- 23. Veranstaltung 1990: Revolutionäre Öffentlichkeit – Das Fernsehen und die Demokratisierung im Osten
- 22. Veranstaltung 1989: Toleranz – Tabu – Totalität – Die gereizte Gesellschaft
- 21. Veranstaltung 1988: Das Medien-Monopoly – Fernsehmarkt Europa
- 20. Veranstaltung 1987: Millionen-Spiel – Programme zwischen Soll und Haben
- 19. Veranstaltung 1986: Gewalt in der Welt – Gewalt im Fernsehen
- 18. Veranstaltung 1985: Das unsichtbare Programm – Macher – Mittler – Merker
- 17. Veranstaltung 1984: Die entfernte Wirklichkeit – Journalistisch-dokumentarische Programme im Fernsehen
- 16. Veranstaltung 1983: Filmkultur – Filmverbrauch – Zum Stand der Beziehungen zwischen Kino und Fernsehen
- 15. Veranstaltung 1982: Versuche es anders zu machen – Fragen zur Ästhetik neuer Sendeformen
- 14. Veranstaltung 1981: Das Fernsehen: Programm für alle – Forum für jeden?
- 13. Veranstaltung 1980: Sprache im Fernsehen
- 12. Veranstaltung 1979: Vielfalt und Wettbewerb der Programme
- 11. Veranstaltung 1978: Wirklichkeit und Fiktion im Fernsehspiel
- 10. Veranstaltung 1977: Publikum und Publizisten
- 9. Veranstaltung 1976: Informationsvermittler Fernsehen
- 8. Veranstaltung 1975: Werbung im Fernsehen
- 7. Veranstaltung 1974: Kreativität und Verantwortung
- 6. Veranstaltung 1973: Kinder vor dem Bildschirm
- 5. Veranstaltung 1972: Die verhinderte Wirklichkeit – Gewohnheit – Zwang – Tabu
- 4. Veranstaltung 1971: Fernsehen von morgen – Ende eines Monopolbewußtseins
- 3. Veranstaltung 1970: Unterhaltung und Unterhaltendes im Fernsehen
- 2. Veranstaltung 1969: Die gesellschaftskritische Funktion des Fernsehens
- 1. Veranstaltung 1968: Im Streit der Meinungen von Produzenten, Konsumenten, Rezensenten